# Peter Samulski
Peter Samulski (ur. 14 grudnia 1938 w Braniewie, zm. 8 stycznia 2012 w Münster) – niemiecki biegacz długodystansowy i bibliotekarz. Był mistrzem Niemiec, mistrzem Europy, mistrzem świata i rekordzistą świata, zostając jednym z najbardziej utytułowanych niemieckich biegaczy długodystansowych. Był również dyrektorem biblioteki uniwersyteckiej w Münster.

## Życiorys
Urodził się w Braniewie w Prusach Wschodnich, w rodzinie znanego bibliotekarza i historyka Roberta Samulskiego (1908–1990) i Margarete Heilmann z Brzegu nad Odrą, która była córką Paula Heilmanna, znanego wydawcy gazety „Brieger Zeitung”. Miał jedną siostrę Christine. Gdy Peter miał pół roku, w sierpniu 1939 ojciec został zmobilizowany do wojska, w 1941 został ciężko ranny na froncie wschodnim, w 1945 trafił do niewoli amerykańskiej.
Peter Samulski dopiero w wieku 44 lat zainteresował się sportami wytrzymałościowymi. Pierwszy maraton ukończył w 1983 roku w Bremie, w którym uzyskał rezultat 3:08. Od 1985 do 1993 roku trenował w klubie ESV Münster. Od 1986 rozpoczął starty w ultramaratonach. Następnie zmienił klub na Laufsportfreunde Münster, w którym działał w zarządzie.
Z powodu swojego „swobodnego“ stylu biegu otrzymał wówczas przydomek „Calypso“.
Był żonaty z Rotraut, z którą miał dwóch synów. Samulski utrzymywał bliskie znajomość z biegaczem Rolandem Winklerem.

## Osiągnięcia
Peter Samulski w 1990 roku wystartował na pierwszych po zjednoczeniu mistrzostwach Niemiec – w 24-godzinnym biegu w Elze, pokonując dystans 261,029 kilometra. Ustanowił wówczas rekord świata, który nie został pobity aż do jego śmierci. W biegu na 100 km w kategorii wiekowej 50–59 lat został wicemistrzem świata. Jego najlepszy czas w maratonie wyniósł 2:38:23.

## Wyróżnienia
Peter Samulski był kilkukrotnie wybierany sportowcem roku miasta Münster.
W Muzeum Sportu w Berlinie jeszcze za jego życia powstała wystawa poświęcona jego osobie, na której od 5 grudnia 2011 można podziwiać jego trofea sportowe.